# El planeta de los dinosaurios
El planeta de los dinosaurios (Planet of Dinosaurs según su título original en Estados Unidos) es una película de ciencia ficción estadounidense de 1978, dirigida por James  K. Shea.

## Argumento
La  película cuenta las aventuras de los tripulantes de la Odisea, una nave espacial que naufraga en un planeta hostil poblado por dinosaurios y plantas prehistóricos. Luchan por su supervivencia con la esperanza de ser recuperados por una misión de rescate, pero a medida que el tiempo pasa se van haciendo cada vez más a la idea de que tendrán que quedarse en ese planeta.

## Reparto
| Actor            | personaje            |
| ---------------- | -------------------- |
| James Whitworth  | Jim                  |
| Pamela Bottaro   | Nyla                 |
| Louie Lawless    | Capitán Lee Norsythe |
| Harvey Shain     | Harvey Baylor        |
| Charlotte Speer  | Charlotte            |
| Chuck Pennington | Chuck                |
| Derna Wylde      | Derna Lee            |
| Max Thayer       | Mike                 |
| Mary Appleseth   | Cindy                |

## Tipos de dinosaurios que aparecen en la película
- Tyrannosaurus
- Triceratops
- Stegosaurus
- Allosaurus
- Monoclonius
- Brontosaurus
- Polacanthus
- Ornithomimus